# Похра
Похра — река в Ханты-Мансийском АО России. Устье реки находится в 49 км от устья по левому берегу реки Большой Атлым. Длина реки составляет 49 км.

## Притоки
- Сунсиёган
- Сезынгсоим
- Ханжисоим
- Айсоим
- Олынгсоим
- Похратыйсоим
- Тумпелксоим

## Данные водного реестра
По данным государственного водного реестра России относится к Нижнеобскому бассейновому округу, водохозяйственный участок реки — Обь от впадения Иртыша до впадения реки Северная Сосьва, речной подбассейн реки — бассейны притока Оби от Иртыша до впадения Северной Сосьвы. Речной бассейн реки — (Нижняя) Обь от впадения Иртыша.